# Thới Thạnh, Thới Lai
Thới Thạnh là một xã thuộc huyện Thới Lai, thành phố Cần Thơ, Việt Nam.
Xã Thới Thạnh có diện tích 13,97 km², dân số năm 1999 là 11.791 người, mật độ dân số đạt 844 người/km².